# 5296 Friedrich
5296 Friedrich è un asteroide della fascia principale. Scoperto nel 1960, presenta un'orbita caratterizzata da un semiasse maggiore pari a 3,1277392 UA e da un'eccentricità di 0,1049346, inclinata di 2,84084° rispetto all'eclittica.